# Butil-acetát
A butil-acetát vagy pontosabban n-butil-acetát egy szerves vegyület, a butanol ecetsavval alkotott észtere. A gyümölcsészterek közé tartozik. Színtelen folyadék, gyümölcsre emlékeztető szaga van. Vízben csak kis mértékben oldható, de szerves oldószerekben, például etanolban, dietil-éterben, szénhidrogénekben oldódik. Maga a butil-acetát is jól old számos anyagot, emiatt főként oldószerként alkalmazzák.
Három izomerje létezik, az izobutil-acetát, a terc-butil-acetát és a szek-butil-acetát.
A méhek Kozsevnyikov-mirigyében termelődő riasztó feromon egyik alkotóeleme.

## Előállítása
A butil-acetát butanolból és tömény ecetsavból állítható elő, ha ezeket kénsav jelenlétében desztillálják.

## Felhasználása
A butil-acetát főként technikai szempontból fontos oldószer. Legnagyobb mennyiségben lakkok gyártására használják fel. Jól old különböző cellulózésztereket (például a nitro-cellulózt), a műkaucsukot és számos műgyantát. Felhasználják körömlakkok készítésére és az illatszeriparban is.

## Veszélyei
A nyálkahártyákat ingerlő hatása van. Belélegezve vagy a gyomorba kerülve szédülést, émelygést, gyomorfájást okozhat.